# ゆる言語学ラジオ
ゆる言語学ラジオ（ゆるげんごがくラジオ）は、水野太貴と堀元見が製作・出演する日本のPodcast番組、YouTube番組である。「ゆるく楽しく言語の話をする」をコンセプトとしている。

## 概要
ウェブコンテンツ製作をしていた堀元と、その活動に以前から関心があった水野は、SNSを通じて直接会ったことで意気投合する。2020年11月頃に堀元が水野に、「ゆる言語学ラジオ」という番組を作りたいと声をかけ、2021年3月から配信を始めた。
「言語学」をテーマとして、学術書や研究論文を元に言語に関するトピックを取り扱っている。基本的に水野が持ち込んだテーマで話を進め、堀元が聞き役というスタイルで進行していく。番組は一本当たり約30～60分の長さになっている。
2021年には、文教堂あきる野とうきゅう店が「ゆる言語学ラジオ」内で紹介された書籍を紹介するフェアを実施した。
2022年3月にTOKYO-FM『Blue Ocean』、4月には朝日新聞ポッドキャストに出演。
2023年4月7日、著書『言語オタクが友だちに700日間語り続けて引きずり込んだ言語沼』（あさ出版）を出版。第2版は、同年9月27日より「復刻版」と題してバリューブックス・パブリッシングより刊行された。
2024年11月には「ゆる言語学ラジオ×言語学出版社フォーラムフェア2024」と題して、言語学出版社フォーラムとコラボし、紀伊國屋等の書店で言語学関連の書籍を販売するフェアを実施した。

## メンバー

### 水野 太貴
この番組における解説役。名古屋大学文学部卒。出版社に編集者として勤務している。1995年8月31日生まれ。趣味は辞書を通読すること。小学校低学年の頃から言葉に関する関心が高く、難読漢字本などを収集して、漢字の知識を友人と競い合っていた。高校時代には英単語の語源や英文法に熱中し、その後は名古屋大学文学部の言語学研究室に入った。

### 堀元 見
この番組における聞き役。慶應義塾大学理工学部情報工学科卒。本業はライター、ウェブコンテンツ制作。著書に『教養（インテリ）悪口本』『ビジネス書ベストセラーを100冊読んで分かった成功の黄金律』がある。小説新潮にて『読むだけでグングン頭が良くなる下ネタ大全』を連載している(2023年3月現在)。

## 番組中のコーナー
本番組では様々なコーナーがあり、ここでは比較的長く続いているものを取り上げる。
カタルシス英文法
学生時代に習っていた英文法の意外な本質を説き、視聴者にカタルシスを感じさせるコーナー。
無限語源トーク
語源の話をするコーナー。初期から続いている。
うんちくエウレーカクイズ
答えがそのままうんちくとして使えるクイズを視聴者から募って、2人が解答するコーナー。問題の選出・司会は、堀元の友人である「武藤くん」が行っていた。現在は放送作家の「越山くん」が行っている。
「エウレーカ」は、何かを発見したことを喜ぶ際に使われるギリシャ語の「Eureka」が由来となっている。
ファッション誌「SPUR」とのコラボでこのコーナーが採用された。
ターゲット1900
英単語帳「ターゲット1900」に載っている英単語の語源を紹介するコーナー。
学生時代に水野が語源を書き込んでいたものを利用している。
第8回では歴史言語学者の堀田隆一がゲストとして招かれている。
ミーム提案委員会
日常で「一言で言い表せると便利な概念」を水野、堀元がそれをミームとして紹介するというもの。
過去には「メタモン」「骨太本」「(インプット)奴隷合宿」「ビブグル本」といったミームが誕生しており、後の番組内で使用されている語も多い。

## 受賞
- 第3回 JAPAN PODCAST AWARDS「ベストナレッジ賞」、「リスナーズチョイス」[2]
- INDIE Live Expo 2022「さっさと続きを遊んでほしいで賞」、「実況アワード大賞」[24]

## 著書
- 堀元見、水野太貴『言語オタクが友だちに700日間語り続けて引きずり込んだ 言語沼』あさ出版、2023年4月7日。ISBN 978-4866673806。
  - 堀元見、水野太貴『復刻版 言語オタクが友だちに700日間語り続けて引きずり込んだ 言語沼』バリューブックス・パブリッシング、2023年9月27日。ISBN 978-4-910865-05-8。
- 水野太貴『きょう、ゴリラをうえたよ 愉快で深いこどものいいまちがい集』吉本ユータヌキ（イラスト）、今井むつみ（解説・監修）、KADOKAWA、2024年7月31日。ISBN 978-4041144312。
- 水野太貴『会話の0.2秒を言語学する』新潮社、2025年8月27日。ISBN 978-4-10-356431-7。